# Rzędowie
Rzędowie – kolonia w Polsce położona w województwie łódzkim, w powiecie pajęczańskim, w gminie Nowa Brzeźnica. Miejscowość wchodzi w skład sołectwa Prusicko.
W latach 1975–1998 miejscowość administracyjnie należała do województwa częstochowskiego.